# Mogilno (jezioro)
Mogilno (niem. Moglin See) – jezioro rynnowe w Polsce, położone w województwie zachodniopomorskim, w powiecie choszczeńskim, w gminie Pełczyce.
Akwen leży w kompleksie leśnym na Pojezierzu Choszczeńskim, około 1 km na południe od jeziora Pełcz. Od strony zachodniej silnie porastające roślinnością wodną, powierzchnia tafli wody w 2019 roku wynosiła około 7 ha.